# Cytisin
Cytisin kaldes også baphitoxin og sophorin. Det er et toxisk alkaloid, som tilhører gruppen quinolizidin-alkaloider. Det har bruttoformlen C11H14N2O, og det forekommer naturligt i bl.a. Guldregn, hvor det især findes i frøene, og derfor er det årsag til de frygtede forgiftninger af småbørn. I store doser kan det hæmme åndedrættet og blive livsfarligt. LD50 er i mus omkring 2 mg i.v./kg.

## Lighed med nikotin
Cytisins kemiske struktur har visse ligheder med nikotins struktur, og det binder sig til de samme receptorer i hjernen, dvs. det fungerer som en nikotin-acetylcholin-receptor antagonist, og af samme grund kan der forekomme krydstolerance mellem tobak og plantedele fra Ærteblomst-familien. Cytisin og nikotin har lignende farmakologiske effekter. Denne kendsgerning er blevet udnyttet i Central- og Østeuropa til fremstilling af medikamenter til brug ved afvænning fra nikotinafhængighed, og i 2006 blev derivatet vareniclin ligeledes godkendt til brug ved rygestop.

## Forekomst i naturen
Cytisin er knyttet til bælgplanterne, og den er bl.a. fundet i følgende slægter og arter:
- Stinkbusk (Anagyris foetida)
- Farvebælg (Baptisia spp.)
- Almindelig Blærebælg (Colutea arborescens)
- Almindelig Gyvel (Cytisus scoparius)
- Kanarisk Visse (Genista canariensis )
- Tysk Visse (Genista germanica)
- Farve-Visse (Genista tinctoria)
- Guldregn (Laburnum spp.)
- Sophora secundiflora
- Sophora tomentosa
- Almindelig Tornblad (Ulex europaeus)
- Spartium junceum
- Rævebønne (Thermopsis spp.)

## Eksterne links
- Ny rygestop-pille narrer hjernen. Ingeniøren 2005
- Antirygemedicin (vareniclin. Patienthåndbogen
- Thorsten Urhahn: Cytisin Arkiveret 29. september 2007 hos  Wayback Machine (tysk)
- Andreas Kelich: Enzyklopädie der Drogen (tysk)
- Jean-François Etter: Cytisine for Smoking Cessation i Archives for Internal Medicine, 2006, 166, 15 side 1553–1559 (engelsk)